# ديفيد كورنوه
ديفيد كورنوه (بالإيطالية: David Cournooh)‏ مواليد 28 يوليو 1990، هو لاعب كرة سلة غاني. بدأ مسيرته الاحترافية في سنة 2007. يلعب مع بالاكانسترو كانتو في ليغا باسكيت الدرجة الأولى كلاعب هجوم خلفي.

## المسيرة الاحترافية
لعب مع منز سانا 1871 باسكت من سنة 2007 إلى 2014، ثم لعب مع نيو باسكت برينديزي في الدوري الإيطالي من سنة 2014 إلى 2016، ثم لعب مع بستويا باسكت 2000 في موسم 2016–2017، ثم لعب مع بالاكانسترو كانتو في الدوري الإيطالي في سنة 2017.

## روابط خارجية
- ديفيد كورنوه على موقع الاتحاد الدولي لكرة السلة (الإنجليزية)
- ديفيد كورنوه على موقع الدوري الأوروبي لكرة السلة (الإنجليزية)
- ديفيد كورنوه على موقع كرة السلة الأوروبية.كوم (الإنجليزية)
- ديفيد كورنوه على موقع ريلجم (الإنجليزية)
- ديفيد كورنوه على موقع بروبوليرز (الإنجليزية)
- ديفيد كورنوه على موقع سبورتس رفرنس (الإنجليزية)